# Franz Duncker
Pour les articles homonymes, voir Duncker.
Franz Gustav Duncker (né le 4 juin 1822 à Berlin et mort le 18 juin 1888 dans la même ville) est un éditeur prussien, homme politique libéral et réformateur social.

## Famille et éducation
Franz Gustav Duncker est le fils de l'éditeur Carl Friedrich Wilhelm Duncker et le plus jeune frère de l'éditeur Alexander Duncker, de l'historien Maximilian Duncker et du maire de Berlin Hermann Duncker.
Duncker étudie la philosophie et l'histoire à l'Université Frédéric-Guillaume de Berlin. Il rejoint la Alten Berliner Burschenschaft (de) et en 1842 le club de lecture de la Fraternité. Après ses études, il travaille également comme éditeur et libraire.
Il se marie avec Karoline Wilhelmine (appelée Lina) Duncker (née le 17 avril 1825 à Haus Ahr près de Wesel et morte le 12 décembre 1885 à Berlin), née Tendering. Ils ont plusieurs enfants : Carl Ludwig Duncker (né le 2 octobre 1850 Berlin et mort le 26 octobre 1889 Leipzig), qui dirige à partir de 1882 la maison d'édition de son père à Leipzig ; une fille Johanna (1849-1929) épouse le juge de district et plus tard président du Sénat au tribunal de chambre, Emil Lehweß (1839-1907), ils deviennent les grands-parents de Walter Lehweß-Litzmann (de) ; Une autre fille, Marie (épouse Magnus), est née en 1856.
Son deuxième mariage a lieu en 1879 avec Marie Wilhelmine Albertine Lenz (1836–1915).

## Libraire et éditeur
Franz Duncker et Aaron Bernstein fondent l'Urwähler-Zeitung (de), qui paraît régulièrement à partir du 1er avril 1849. Le 9 avril 1853, il reprend les actions de Bernstein et continue de diriger le journal en tant que représentant unique en tant que Volks-Zeitung – Organ für Jedermann aus dem Volke. Au début des années 1860, selon les propres statistiques de l'éditeur, le Volks-Zeitung est l'une des publications les plus diffusées dans la capitale prussienne, avec environ 22 000 exemplaires. Entre 1850 et 1877, Duncker est propriétaire de la librairie d'édition Bessersche, qui est ensuite reprise par Wilhelm Ludwig Hertz. Duncker est l'éditeur de Ferdinand Lassalles : Die Philosophie Herakleitos des Dunklen von Ephesos (1858) et Der italienische Krieg und die Aufgabe Preußens (1859). En 1859, il publie Zur Kritik der Politischen Oekonomie. Erstes Heft de Karl Marx et brochure rédigée de manière anonyme par Friedrich Engels Po und Rhein. Duncker vend le Volks-Zeitung en 1885 à l'éditeur Emil Cohn (de), qui le revend à Rudolf Mosse une vingtaine d'années plus tard.

## Travail politique
Après la période de réaction, Duncker devient actif dans les mouvements libéraux et nationaux. Il est l'un des cosignataires des résolutions d'Eisenach et cofondateur de l'Association nationale allemande en 1859, dont il est membre du comité directeur jusqu'en 1867. En 1861, Duncker est également l'un des cofondateurs du Parti progressiste et membre du comité électoral central du parti. Depuis 1874, Duncker est membre du comité exécutif de ce parti, pour lequel Duncker siège en tant que membre de la Chambre des représentants de Prusse entre 1862 et 1877. En 1863, il est membre du Comité des Trente-Six à Francfort-sur-le-Main. Depuis 1866, Duncker est également membre du comité permanent du Congrès des représentants allemand. Lors du conflit constitutionnel prussien de 1861, il est un de ceux qui s'opposent à la réorganisation de la Landwehr parce qu'elle conduirait à un affaiblissement de « l'esprit civique », qui était jusqu'alors considéré comme le seul correctif à « l'esprit militariste de corps. ». Au Parlement prussien en 1873, il se prononce avec insistance contre le Kulturkampf. Il affirme que les « Noirs » sont présentés comme des croque-mitaines, tout comme les démocrates sont persécutés en 1848. De 1867 à 1877, il est également député du Reichstag. Lui-même ne craint pas les contacts avec des hommes politiques d'autres partis et était ami, par exemple, avec le cofondateur du SDAP, Samuel Spier (de), qui vit également à Francfort.

## Réformateur social
En 1865, Duncker est président de la grande association des artisans berlinois. Avec Max Hirsch et Hermann Schulze-Delitzsch, Duncker fonde les associations syndicales de Hirsch-Duncker (de) qui portent son nom. Il s'agit d'un mouvement syndical d'orientation libérale fondé en 1869. En 1873, il est co-fondateur de l' Association pour la politique sociale.

## Tombe
Franz Duncker décède en 1888 à l'âge de 66 ans à Berlin. Sa dernière demeure est au cimetière I de Jérusalem et de la Nouvelle Église de Berlin-Kreuzberg (champ 1/2). La remarquable pierre tombale est de Gustav Eberlein. Un relief minutieusement travaillé - entouré d'une guirlande de capsules de coquelicots et de fleurs - représente Franz Duncker. Au pied du monument funéraire, une petite plaque d'inscription commémore le père de Duncker, dont la propre tombe se trouve dans le cimetière voisin III de Jérusalem et de la Nouvelle Église n'est pas conservé.